# Ceredigion
Pour les articles homonymes, voir Ceredigion (homonymie).
Le Ceredigion (appellation anglaise), ou Sir Ceredigion (appellation galloise), initialement nommé Cardiganshire en anglais, et Sir Aberteifi en gallois, est un comté situé dans le centre du pays de Galles. Le village d’Aberaeron constitue son centre administratif.
Créé en tant que district le 1er avril 1974 au sein du comté du Dyfed par le Local Government Act 1972, il  devient un comté le 31 mars 1996 en vertu du Local Government (Wales) Act 1994. Son territoire est constitutif du comté du Cardiganshire institué à partir du 1er avril 1996.

## Géographie
C'est un comté côtier, bordé par la baie de Cerdigion à l'ouest, Gwynedd au nord, Powys à l'est, le Carmarthenshire au sud et le Pembrokeshire au sud-ouest.
Le territoire du district relève du comté administratif du Cardiganshire. Au 1er avril 1974, il constitue, avec les districts de Carmarthen, de Dinefwr, de Llanelli, de Preseli et du South Pembrokeshire, le comté du Dyfed, zone de gouvernement local de premier niveau créée par le Local Government Act 1972,.
Alors que le district admet 54 375 habitants au recensement de 1981, 59 639 résidents sont comptabilisés lors du recensement de 1991. La superficie du territoire du district est évaluée à 443 182 acres en 1978,,.

## Histoire
Auparavant partie du Dyfed (avec le Pembrokeshire et le Carmarthenshire), il a aussi porté le nom de Cardiganshire en anglais, ou de Sir Aberteifi en gallois (sir signifie comté, équivalent de shire en anglais). 

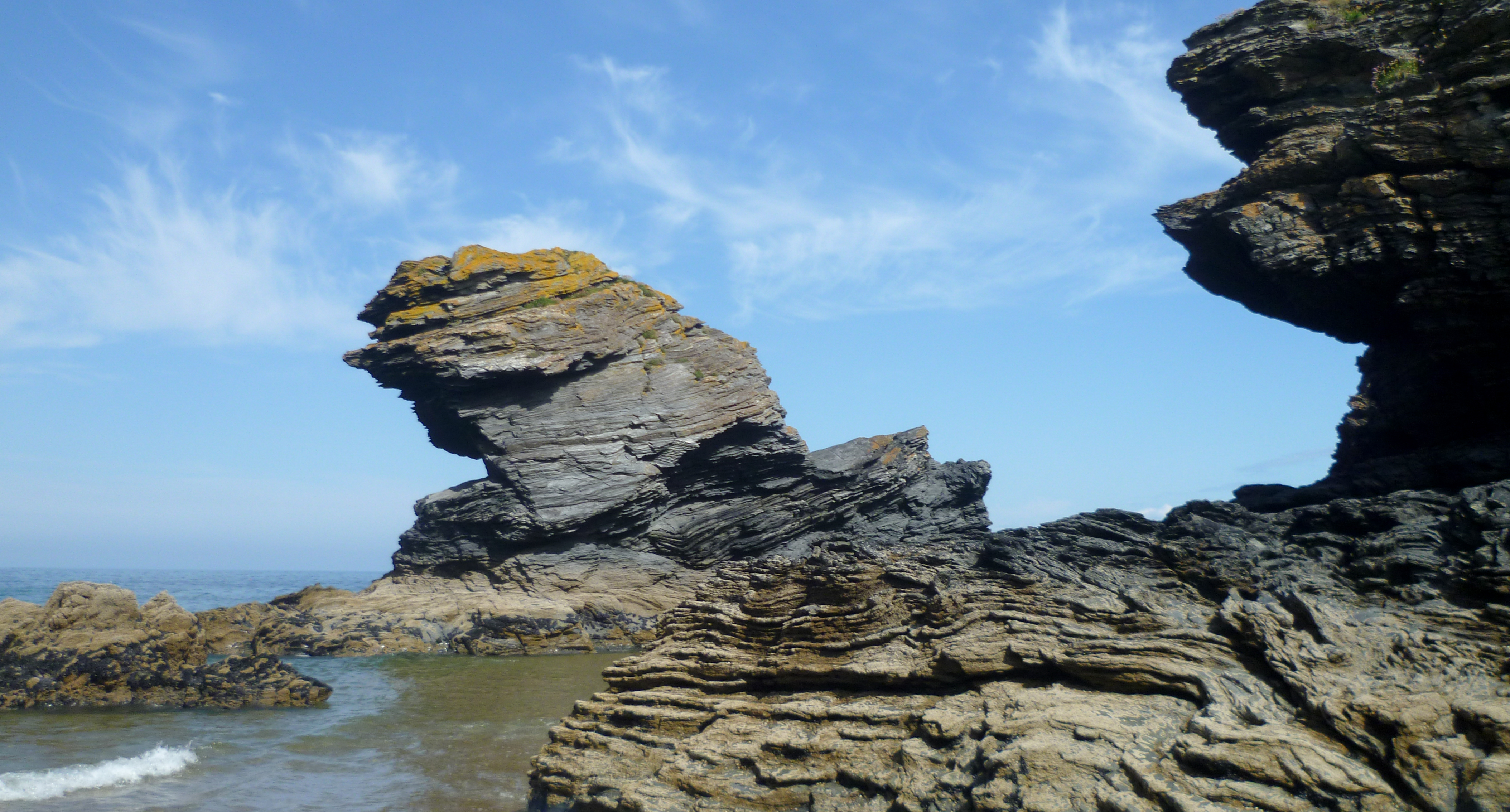
Carreg Bica, Llangrannog.

Simplement défini par un ensemble de territoires par le Local Government Act 1972, le district prend le nom officiel de Ceredigion en vertu du Districts in Wales (Names) Order 1973, un décret en Conseil du 8 janvier 1973 pris par le secrétaire d’État pour le Pays de Galles,.
Ainsi, le district tient son appellation du Ceredigion, une région du sud-ouest du pays de Galles. Le nom de Ceredigion signifie terre de Ceredig, qui était un fils de Cunedda, un chef breton qui reconquit la plupart du pays de Galles au détriment des Irlandais aux alentours du Ve siècle.
Le district du Ceredigion est érigé au 1er avril 1974 à partir des territoires suivants :
- le borough municipal d’Aberystwyth ;
- le borough municipal de Cardigan ;
- le district municipal de Lampeter ;
- le district urbain d’Aberaeron ;
- le district urbain de New Quay ;
- le district rural d’Aberystwyth ;
- le district rural de Teifiside ;
- et le district rural de Tregaron.

Le district est aboli au 31 mars 1996 par le Local Government (Wales) Act 1994, son territoire relevant désormais du comté du Cardiganshire au sens de la loi.
Le comté est le siège de la bibliothèque nationale du pays de Galles et compte deux universités. Le comté aussi donne son nom à un des deux types du chien Welsh Corgi : le Welsh Corgi Cardigan.

## Communautés
Le Ceredigion comprend les communautés suivantes :
| Nom anglais         | Nom gallois           | Population (2011) | Remarques |
| ------------------- | --------------------- | ----------------- | --- |
| Aberaeron           | Aberaeron             | 1 422             | Ville. |
| Aberporth           | Aberporth             | 2 374             | Comprend Blaenannerch (cy) et Blaenporth (cy).                                                                    |
| Aberystwyth         | Aberystwyth           | 13 040            | Ville. Comprend Southgate (cy).                                                                                   |
| Beulah              | Bwla                  | 1 627             | Comprend Betws Ifan (en) et Cwm-cou (cy).                                                                         |
| Blaenrheidol        | Blaenrheidol          | 495               | Comprend Llywernog (en), Ponterwyd (en) et Ystumtuen (en).                                                        |
| Borth               | Y Borth               | 1 399             | Comprend Ynyslas (en).                                                                                            |
| Cardigan            | Aberteifi             | 4 184             | Ville. |
| Ceulanamaesmawr     | Ceulanamaesmawr       | 1 013             | Comprend Bont Goch (en) et Tal-y-bont (en).                                                                       |
| Ciliau Aeron        | Ciliau Aeron          | 929               | Comprend Cilcennin (en).                                                                                          |
| Dyffryn Arth        | Dyffryn Arth          | 1 174             | Comprend Aberarth (en), Bethania (en) et Cross Inn (cy).                                                          |
| Faenor              | Y Faenor              | 2 545             | Comprend Comins Coch (en).                                                                                        |
| Geneu'r Glyn        | Geneu'r Glyn          | 679               | Comprend Dôl-y-bont (en), Henllys (en), Llandre (en), Penybont (en), Rhydypennau (en) et Taigwynion (en).         |
| Henfynyw            | Henfynyw              | 1 045             | Comprend Ffos-y-ffin (en), Llwyncelyn (en) et Oakford (en).                                                       |
| Lampeter            | Llanbedr Pont Steffan | 2 970             | Ville. |
| Llanarth            | Llanarth              | 1 616             | Comprend Synod Inn (cy).                                                                                          |
| Llanbadarn Fawr     | Llanbadarn Fawr       | 3 380             | |
| Llanddewi Brefi     | Llanddewi Brefi       | 640               | Comprend Llanio (cy).                                                                                             |
| Llandyfriog         | Llandyfriog           | 1 835             | Comprend Aberbanc (en), Henllan (en) et Penrhiw-llan (cy).                                                        |
| Llandysiliogogo     | Llandysiliogogo       | 1 131             | Comprend Caerwedros (en), Llwyndafydd (cy), Nanternis (cy), Plwmp (cy) et Talgarreg (en).                         |
| Llandysul           | Llandysul             | 2 732             | Comprend Capel Dewi (en), Castellhywel (cy), Horeb (cy), Pontsiân (en) et Rhydowen (en).                          |
| Llanfair Clydogau   | Llanfair Clydogau     | 634               | Comprend Cellan (cy).                                                                                             |
| Llanfarian          | Llanfarian            | 1 541             | Comprend Blaenplwyf (en), Capel Seion (cy) et Rhydyfelin (cy).                                                    |
| Llanfihangel Ystrad | Llanfihangel Ystrad   | 1 430             | Comprend Cribyn (en), Dihewyd (en), Felinfach (cy), Temple Bar (cy) et Ystrad Aeron (en).                         |
| Llangeitho          | Llangeitho            | 819               | Comprend Betws Leucu (cy) et Penuwch (en).                                                                        |
| Llangoedmor         | Llangoedmor           | 1 128             | Comprend Llechryd (en).                                                                                           |
| Llangrannog         | Llangrannog           | 775               | Comprend Pontgarreg (cy).                                                                                         |
| Llangwyryfon        | Llangwyryfon          | 596               | Comprend Trefenter (cy).                                                                                          |
| Llangybi            | Llangybi              | 653               | Comprend Betws Bledrws (en).                                                                                      |
| Llangynfelyn        | Llangynfelyn          | 587               | Comprend Tre-Taliesin (en).                                                                                       |
| Llanilar            | Llanilar              | 1 085             | |
| Llanllwchaiarn      | Llanllwchaiarn        | 848               | Comprend Cross Inn (cy).                                                                                          |
| Llanrhystyd         | Llanrhystyd           | 966               | Comprend Llanddeiniol (cy).                                                                                       |
| Llansantffraed      | Llansantffraed        | 1 212             | Comprend Llanon (en).                                                                                             |
| Llanwenog           | Llanwenog             | 1 364             | Comprend Alltyblacca (en) et Cwrtnewydd (en).                                                                     |
| Llanwnnen           | Llanwnnen             | 490               | |
| Lledrod             | Lledrod               | 735               | Comprend Blaenpennal (cy), Bronant (en) et Tyncelyn (en).                                                         |
| Melindwr            | Melindwr              | 1 070             | Comprend Aberffrwd (en), Capel Bangor (en) et Goginan (en).                                                       |
| Nantcwnlle          | Nantcwnlle            | 804               | Comprend Abermeurig (en), Bwlchllan (cy), Gartheli (cy), Llundain-fach (cy), Llwyn-y-groes (cy) et Trefilan (cy). |
| New Quay            | Ceinewydd             | 1 082             | |
| Penbryn             | Penbryn               | 1 270             | Comprend Morfa (cy), Sarnau (cy) et Tresaith (en).                                                                |
| Pontarfynach        | Pontarfynach          | 455               | Comprend Cwmystwyth (en).                                                                                         |
| Tirymynach          | Tirymynach            | 1 901             | Comprend Bow Street (en), Clarach (cy) et Pen-y-garn (en).                                                        |
| Trawsgoed           | Trawsgoed             | 989               | Comprend Abermagwr (en), Cnwch Coch (en), Y Gors (cy), Llanafan (en) et Llanfihangel y Creuddyn (en).             |
| Trefeurig           | Trefeurig             | 1 771             | Comprend Penrhyn-coch (en) et Salem (en).                                                                         |
| Tregaron            | Tregaron              | 1 213             | |
| Troedyraur          | Troedyraur            | 1 310             | Comprend Capel Cynon (cy), Ffostrasol (en), Llangynllo (cy) et Rhydlewis (en).                                    |
| Y Ferwig            | Y Ferwig              | 1 180             | Comprend Gwbert (en), Mwnt (en), Penparc et Tremain (cy).                                                         |
| Ysbyty Ystwyth      | Ysbyty Ystwyth        | 409               | Comprend Pont-rhyd-y-groes (en).                                                                                  |
| Ysgubor-y-coed      | Ysgubor-y-coed        | 310               | Comprend Eglwys Fach (en), Furnace (en) et Glandyfi (en).                                                         |
| Ystrad Fflur        | Ystrad Fflur          | 712               | Comprend Ffair Rhos (en) et Pontrhydfendigaid (en).                                                               |
| Ystrad Meurig       | Ystrad Meurig         | 353               | Comprend Swyddffynnon (en).                                                                                       |